# Pueblo sin rey
Pueblo sin rey es la séptima novela de Olalla García, publicada en 2020. Novela histórica que desarrolla el alzamiento de la Comunidad castellana entre 1520 y 1522.

## Argumento
Narra el origen y la evolución de un hecho histórico, el levantamiento armado de las Comunidades castellanas, entre 1520 y 1522, frente a los regentes que dejó el rey Carlos I de España. Protagonizado por ciudadanos de diferentes estamentos sociales (caballeros, eclesiásticos, pecheros y universitarios) en los que se desarrolla sus vivencias amorosas, bélicas, económicas, ideológicas, judiciales y políticas; especialmente en el marco de las ciudades de Alcalá de Henares, Guadalajara, Madrid y Toledo.

## Personajes principales
Es una novela coral, con unos cien personajes, entre históricos y ficticios. Destacan:
- Juan de Padilla: capitán comunero de Toledo.
- Juan Bravo: capitán comunero de Segovia.
- Francisco Maldonado: capitán comunero de Salamanca.
- Juan de Zapata: capitán comunero de Madrid.
- Íñigo López de Zúñiga: capitán comunero de Alcalá de Henares.
- María Pacheco: comunera toledana, esposa de Juan de Padilla.
- Antonio de Acuña: obispo de Zamora, comunero con un ejército de clérigos armados.
- Juan de Hontañón: rector de la Universidad de Alcalá que intenta ser neutral en el conflicto, a pesar de haber dos facciones ("castellanos" vs "béticos") en las que participan colegiales y profesorado.
- Alonso de Deza: comunero, comerciante de paños en Alcalá de Henares. Sus hijos son Juan y Leonor.
- Pedro de León : comunero, sastre alcalaíno. Sus hijos son Andrés y Lucía.
- Martín Uceda: bachiller, trabaja como secretario personal.
- Adriano de Utrecht: cardenal flamenco, virrey e inquisidor general.
- Íñigo Fernández de Velasco y Mendoza: III condestable de Castilla, virrey.
- Fadrique Enríquez: II almirante de Castilla, II señor de Medina de Rioseco, realista.
- Diego Hurtado de Mendoza de la Vega y Luna: III duque del Infantado, realista.
- Antonio de Zúñiga: prior de la  Orden de San Juan, clérigo guerrero realista.
- Pedro de Tapia: alcaide de Santorcaz, realista.

## Estructura
La obra está dividida en un prólogo, en ocho partes con 46 capítulos, un epílogo y dos apéndices.
- Prólogo.- Guadalajara, junio de 1520.
- Primera parte.– No hay lugar seguro (consta de 5 capítulos) agosto de 1520.
- Segunda parte.– En rebelión contra la justicia (5 capítulos) septiembre-octubre de 1520.
- Tercera parte.– Peticiones y súplicas (6 capítulos) noviembre-diciembre de 1520.
- Cuarta parte.- Con alevosía y a traición (6 capítulos) enero-febrero de 1521.
- Quinta parte.- Caballeros y vecinos (7 capítulos) marzo de 1521.
- Sexta parte.- En nombre del reino (7 capítulos) abril de 1521.
- Séptima parte.- Proceso de curación (5 capítulos) mayo-junio de 1521.
- Octava parte.- Al servicio De Dios y de Su Majestad (5 capítulos) julio-octubre de 1521.
- Epílogo.- Febrero de 1522.

Apéndices
- Apuntes históricos sobre las comunidades.
- Personajes y protagonistas. Es un listado con una breve reseña bibliográfica  de los personajes, tanto históricos como ficticios, que aparecen en la novela.

## Frases significativas

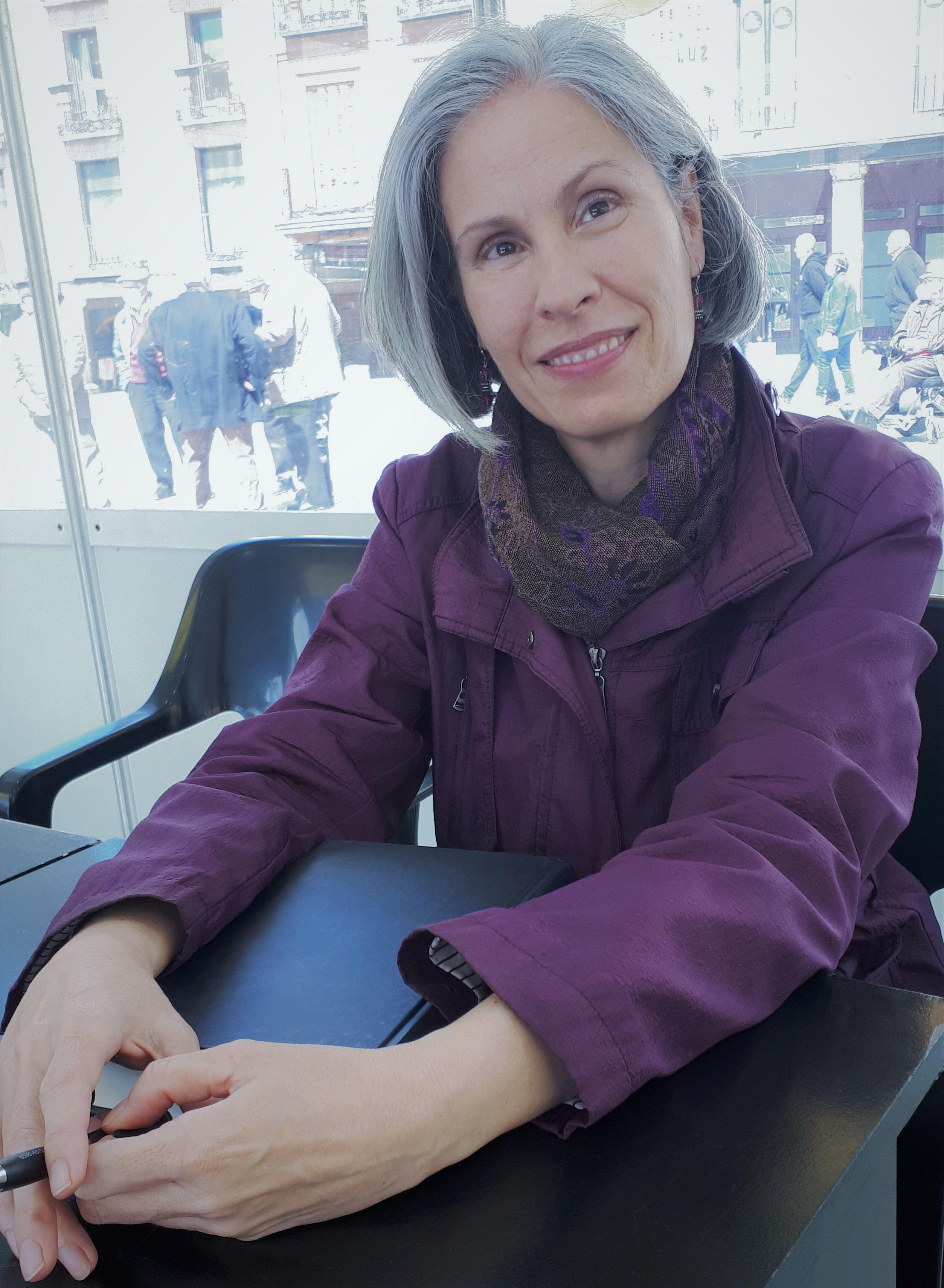
Olalla García, la autora del libro.

- "Pocas cosas hay tan difíciles como defender la imparcialidad en un mundo regido por los extremos."
- "¿Por qué a los varones les resulta tan sencillo empezar el ciclo de la violencia, y tan difícil ponerle fin?"
- "hay demasiada gente que confunde el castigar con el hacer justicia."
- "Desarmar a los hombres no requiere grandes esfuerzos. Basta con alabar su ingenio, con fingir que te interesan sus palabras; con aludir al vigor de sus pantorrillas, la fuerza de sus manos, la anchura de sus hombros... No importa que no sea cierto. Todos se lo creerán."
- "La guerra parece un ejercicio que no admite incertidumbres ni escrúpulos."
- "La desconfianza y el temor transforman a los hombres; siempre a peor."
- "Un hombre marcado por la infamia es un hombre sin honor ni futuro."
- "La voluntad del individuo es voluble. La del pueblo, cien veces mudable."
- "El mañana es incierto; el ayer no. No hay orgullo, ni honor, en renegar del pasado."